# Großsteingrab Wildenhorst
Das Großsteingrab Wildenhorst ist eine megalithische Grabanlage der jungsteinzeitlichen Trichterbecherkultur bei Wildenhorst, einem Ortsteil von Rastorf im Kreis Plön in Schleswig-Holstein. Es trägt die Sprockhoff-Nummer 199.

## Lage
Das Grab befindet sich nordwestlich von Wildenhorst, direkt an einer von der Bundesstraße 202 nach Süden abzweigenden Straße.
In der näheren Umgebung gibt es zahlreiche weitere Großsteingräber: 1 km ostnordöstlich liegen die Großsteingräber bei Lilienthal, 1,1 km nordnordöstlich die Großsteingräber bei Hoheneichen, 1,8 km westnordwestlich die Großsteingräber bei Rastorf und 2,8 km nördlich die Großsteingräber bei Dobersdorf.

## Beschreibung
Die Anlage besitzt eine nordwest-südöstlich orientierte Grabkammer. Es handelt sich um einen Großdolmen mit einer Länge von etwa 2,3 m und einer Breite von 1,6 m. Erhalten sind jeweils drei Wandsteine an den Langseiten sowie ein Abschlussstein, der die westliche Hälfte der nordwestlichen Schmalseite einnimmt. Ein zweiter Stein im Nordwesten und der südöstliche Abschlussstein fehlen. Von den ursprünglich wohl zwei Decksteinen ist nur der nordwestliche erhalten. Er liegt noch auf den Wandsteinen auf und hat eine Länge von 2,6 m, eine Breite von 1,5 m und eine Dicke von 1 m. Der Zugang zur Kammer befand sich nach Ernst Sprockhoff vermutlich an der südöstlichen Schmalseite. Er nahm hier einen halbhohen Eintrittstein ein.